# Декабрьские события в Афинах
Декемвриана (греч. Δεκεμβριανά, то есть Декабрьские события) — военные столкновения, имевшие место в конце Второй мировой войны в Афинах в период с 3 декабря 1944 года по 11 января 1945 года. Конфликт стал кульминацией многомесячной напряженности между коммунистической ЭАМ, её боевыми частями ЭЛАС, которые были дислоцированы в Афинах, КПГ и ОПЛА с одной стороны и с другой стороны греческим правительством, некоторыми частями греческой армии, жандармерии, полиции, среди прочих, крайне правой организации «X», при поддержке британской армии. Единственное в своём роде событие в Европе в конце Второй мировой войны:13.
Несмотря на напряжённость в отношениях между левыми и правыми, в мае 1944 года на конференции в конференции в Ливане была достигнута договоренность о том, что все неколлаборационистские фракции будут участвовать в правительстве национального единства; в конечном итоге 6 из 24 министров были назначены от ЭАМ. Кроме того, за несколько недель до вывода германских войск в октябре 1944 года в Казертском соглашении было подтверждено, что все коллаборационистские силы будут судимы и соответственно наказаны; и что все силы сопротивления будут участвовать в формировании новой греческой армии под руководством британцев. 1 декабря британский командующий Рональд Скоби отдал приказ об разоружении всех партизанских сил, за исключением небольших подразделений ЭЛАС и ЭДЕС, которые в случае необходимости могли быть использованы в операциях на Крите и в Додеканесе против оставшихся войск вермахта. Левые выступали против разоружения своих формирований и требовали, чтобы правительство также разоружило свои войска, а именно 3-ю Греческую бригаду и Священный отряд. Георгиос Папандреу отказался это сделать аргументируя своё решение тем, что это были единственные регулярные части греческой армии, воевавшие до того в Северной Африке и Италии. В результате министры от ЭАМ, большинство из которых были членами КПГ, подали в отставку 2 декабря, а ЭАМ призвал к всеобщей забастовке и митингу, а также объявила о реорганизации Центрального Комитета ЭЛАС, его военного крыла. ЭАМ потребовала немедленной расправы над членами коллаборационистских батальонов безопасности и отмены приказа Скоби. В ответ, демонстрация была запрещена правительством, однако она всё равно состоялась. Опасаясь, что участники митинга были вооружены, демонстрация была жестоко разогнана греческой полицией и жандармерией, в результате чего 28 протестующих были убиты и 148 ранены. Эти убийства положили начало полномасштабной вооруженной конфронтации между ЭАМ-ЭЛАС и правительственными силами сначала (включая быших членов батальонов безопасности опасавшиеся за свои жизни в случае победы ЭАМ-ЭЛАС), а во второй половине декабря между ЭАМ-ЭЛАС и британскими вооруженными силами. Бои продолжались 33 дня и завершились 5—6 января 1945 года.
Столкновения ограничивались Афинами, в то время как в других частях Греции ситуация оставалась напряженной, но мирной, за исключением Эпира, где Арис Велухиотис атаковал силы Наполеона Зерваса.
Декемвриана закончилась поражением ЭАМ-ЭЛАС, что привело к его разоружению по Варкизскому соглашению 12 февраля 1945 года, которое ознаменовало конец ЭЛАС. Это первое поражение сломило ЭАМ. За этим вместе с ответом на «красный террор», который активно практивался ЭАМ-ЭЛАС во время Второй мировой войны, последовал период «белого террора» против левых, который способствовал началу гражданской войны в Греции в 1946 году. Столкновения при Декемвриане были одними из самых кровопролитных сражений в современной греческой истории, с высоким уровнем гибели мирных жителей.

## Предыстория
С началом тройной германо-итало-болгарской оккупации Греции в годы Второй мировой войны Компартия Греции в сентябре 1941 года выступила с инициативой создания Освободительного фронта (ЭАМ), который организовал в декабре 1941 года свой центральный военный комитет, образовавший затем в феврале 1942 года Освободительную армию (ЭЛАС). Хотя политические противники ЭАМ обвиняли его в том, что основной целью фронта является захват власти, на протяжении всех лет оккупации ЭАМ стремился к созданию более широкого фронта:14. Как следствие, ЭАМ подписал Ливанское соглашение 20 мая 1944 года и согласился на создание правительства Национального единства:75. Черчилль 24 мая в британском парламенте огласил уступки греческих коммунистов и письмо генсека компартии Греции ему, и «счёл их своим триумфом», демонстративно обращаясь к единственному коммунисту в парламенте Уильяму Галлахеру. Г. Афанасиадис в своей книге «Первый акт Греческой трагедии» писал, что это соглашение повернуло стрелки истории на 120 лет назад:Β-225: «Но в Ливане было принято решение, что командующим объединённых греческих сил будет генерал Александрос Отонеос, что Черчиллю не понравилось»:B-279.
Последующее Казертское соглашение, достигнутое 26 сентября 1944 года в Италии, согласно которому все греческие силы (партизанские армии и воинские части эмиграционного правительства) переходили под командование правительства, но непосредственное командование британского генерала Скоби, стало ещё одним этапом уступок ЭАМ — ЭЛАС:415.
В годы оккупации и Сопротивления ЭАМ—ЭЛАС, будучи самыми сильными и массовыми организациями греческого Сопротивления, превратились в мощный политический и военный механизм.
Ещё в 1943 году британский майор Дэвид Уоллес, находившийся с заданием британских спецслужб в горах Греции и погибший там, писал: «Прежде, чем начать детальный анализ политических данных, следует отметить обстановку на территории, неофициально именуемой „Свободная Греция“. До моего прибытия туда я не представлял её масштабы и степень её свободы. Весь горный центральный массив, являющийся хребтом Греции, полностью и абсолютно независим от влияния оккупантов и правительства квислингов в Афинах… Границы Свободной Греции меняются на востоке и западе, в зависимости от деятельности военных соединений Оси. Естественно, есть в Греции и другие изолированные освобождённые территории, но эта является единой и непрерывной, от югославской границы до гор Гьоны и Парнаса. На этой территории передвигаешься с абсолютной безопасностью. Можно путешествовать из региона города Флорина до пригородов Афин, имея в руках визу ЭАМ»:76. Имея в большинстве регионов страны де-факто власть в своих руках (кроме нескольких островов, Эпира и Афин), ЭАМ—ЭЛАС не желали возвращения короля в страну, как и возможного восстановления довоенного диктаторского режима, подобного диктатуре генерала Метаксаса. ЭАМ заявлял, что образование временного правительства после освобождения страны будет иметь «единственной своей целью выборы в Конституционное собрание, чтобы народ сам принял решение о форме правления». 3-й пункт декларации ЭАМ говорил об «обеспечении суверенного права народа самому принять решение», против «каждой реакционной попытки насадить решения против его желания»:16.
Контролируемые компартией Греции ЭАМ-ЭЛАС имели широкую поддержку у беднейших слоёв населения и среди интеллигенции. Историк Д. Фотиадис, который тогда работал в аппарате эмиграционного правительства в Лондоне, писал, что ЭАМ представляет 90 % греческого народа:B-268. С другой стороны образовалась коалиция всех антикоммунистических вооружённых группировок, включавшая в себя бывших сотрудников оккупантов, либералов, монархистов. Британская политика рассматривала греческого короля, именуемого Черчиллем «союзником Великобритании, которого нельзя отстранить»:B-251, как необходимый фактор для сохранения своей довоенной позиции в Греции, и готовилась восстановить её.
Ещё с 1943 года англичане планировали отправить свои войска в Грецию после освобождения страны, чтобы не допустить ущерба интересам своей империи в Греции. Эти намерения англичан и короля, касательно послевоенного правления в Греции, вызвали мятеж в греческих частях на Ближнем Востоке, в результате которого бо́льшая часть соединений была распущена, а их солдаты и офицеры оказались в британских концлагерях в Ливии. В своей записке Идену Черчилль писал 6 августа 1944 года: «…Или мы поддержим Папандреу, если понадобится, — и силой, как мы согласовали; или с видами на Грецию можно будет покончить». К тому же и сам назначенный англичанами премьер-министром Папандреу в своих письмах Черчиллю просил 21 августа 1944 года «Для этой цели необходимо создание Национальной армии и полиции, и для достижения этой цели будет необходима британская военная помощь». Историк Д. Фотиадис заходит ещё дальше, когда пишет, что Черчилль избрал Грецию как «прелюдию к Третьей мировой войне»:B-270.

## Последние месяцы войны
В сентябре 1944 года начался вывод германских войск с территории Греции.
При этом везде, где это было возможно, части ЭЛАС наносили отступающим немецким войскам удары. Однако, как пишет современный историк Т. Герозисис, существовало как минимум «странное» явление. Немецкая армия покидала Грецию, но британская авиация и флот, господствовавшие в воздухе и на море, не наносили немцам совершенно никакого урона.
Герозисис пишет об уникальном «соглашении» англичан и немцев в ходе войны. Альберт Шпеер подтверждает, что летом 1944 года немцы и англичане пришли в Лиссабоне к не подписанному «джентельменскому соглашению»:237. Англичане не должны были препятствовать эвакуации немцев. В свою очередь, немцы должны были передать англичанам ряд греческих городов и провинций. «Немецкие транспорты с войсками с греческих островов прошли осенью 1944 года беспрепятственно перед глазами англичан и британских подлодок в Эгейском и Средиземном морях».
Немецкие самолёты беспрепятственно вывезли с Крита 50 тысяч солдат и с Родоса 17 тысяч солдат. Это вызвало протесты советского командования.
Британский генерал Скоби вёл переговоры о передаче ему греческих городов, чтобы предотвратить их занятие силами ЭЛАС.
Сам Черчилль писал Идену 13 сентября: «в штабах широко распространён взгляд, что вскоре мы сойдёмся в бою с медведем, и что сегодня мы в лучшем положении для этого, нежели мы были двумя месяцами раннее».
Контакты некоторых британских офицеров с немцами были иногда настолько открытыми, что по требованию штаба ЭЛАС англичане были вынуждены отозвать майора Мюллера из региона Восточная Македония и Фракия:738.
Готовясь к конфронтации с ЭЛАС, англичане готовились задействовать и использовать любых действительных или потенциальных противников КПГ и ЭЛАС.
В годы войны и по причине противостояния идеологии «Великой Болгарии» на территории Югославии получила развитие идеологема македонизма. Впоследствии эта идеологема стала представлять претензии и на греческую территорию. В партизанской армии ЭЛАС не было соединений по языковому признаку. Исключением стал один батальон X дивизии ЭЛАС, состоявший из славомакедонцев, подверженных новой югославской пропаганде. Англичане, готовясь к столкновению, решили разыграть и эту карту против ЭЛАС. Командование дивизии было вынуждено распустить этот батальон, который перешёл на югославскую территорию.
Ещё более деликатной и опасной стала ситуация, возникшая в Восточной Македонии и Фракии. Болгария была одной из трёх стран-оккупантов Греции. Но болгарские части задерживали свой отход, ожидая, что Россия оставит им контроль греческих территорий, предоставленных болгарам до того гитлеровской Германией. Англичане разыгрывали и болгарскую карту против ЭЛАС.
Командование ЭЛАС готовилось силой выдворить болгар из Восточной Македонии и Фракии. Но перед этим КПГ направила в Софию члена ЦК КПГ Георгиоса Эритриадиса, который встретился с маршалом Толбухиным.
Эритриадис информировал Толбухина о том, что ЭЛАС не потерпит дальнейшего пребывание оккупационных болгарских войск на греческой территории, независимо от перемен в Болгарии, и намерен предпринять наступление против болгар, даже до освобождения Афин, что, по заявлению Эритриадиса, было бы «манной небесной» для Черчилля.
10 октября Толбухин приказал болгарским войскам покинуть греческую территорию.
ЭЛАС дал возможность беспрепятственно уйти болгарским частям. Но болгары, повинные в зверствах, были осуждены чрезвычайными трибуналами и расстреляны в местах содеянных ими зверств, в особенности в регионе Драма:740.
К октябрю 1944 года был освобождён Пелопоннес. К началу ноября почти вся территория Греции была свободна. Исключением была одна немецкая дивизия, оставшаяся на Крите до конца войны в 1945 году, и гарнизон острова Милос. Ни английская авиация, ни флот не обращали на эти части внимание.
ЭЛАС контролировал бо́льшую часть континентальной Греции. Лишь Эпир в бо́льшей своей части был под контролем правой ЭДЕС, и в Македонии местами оставались банды ультраправой организации ПАО, которая после германо-болгарского контроля и поддержки перешла под британский контроль. В Афинах и Пирее в ожидании англичан собрались все силы, сотрудничавшие с оккупантами.

## Освобождение

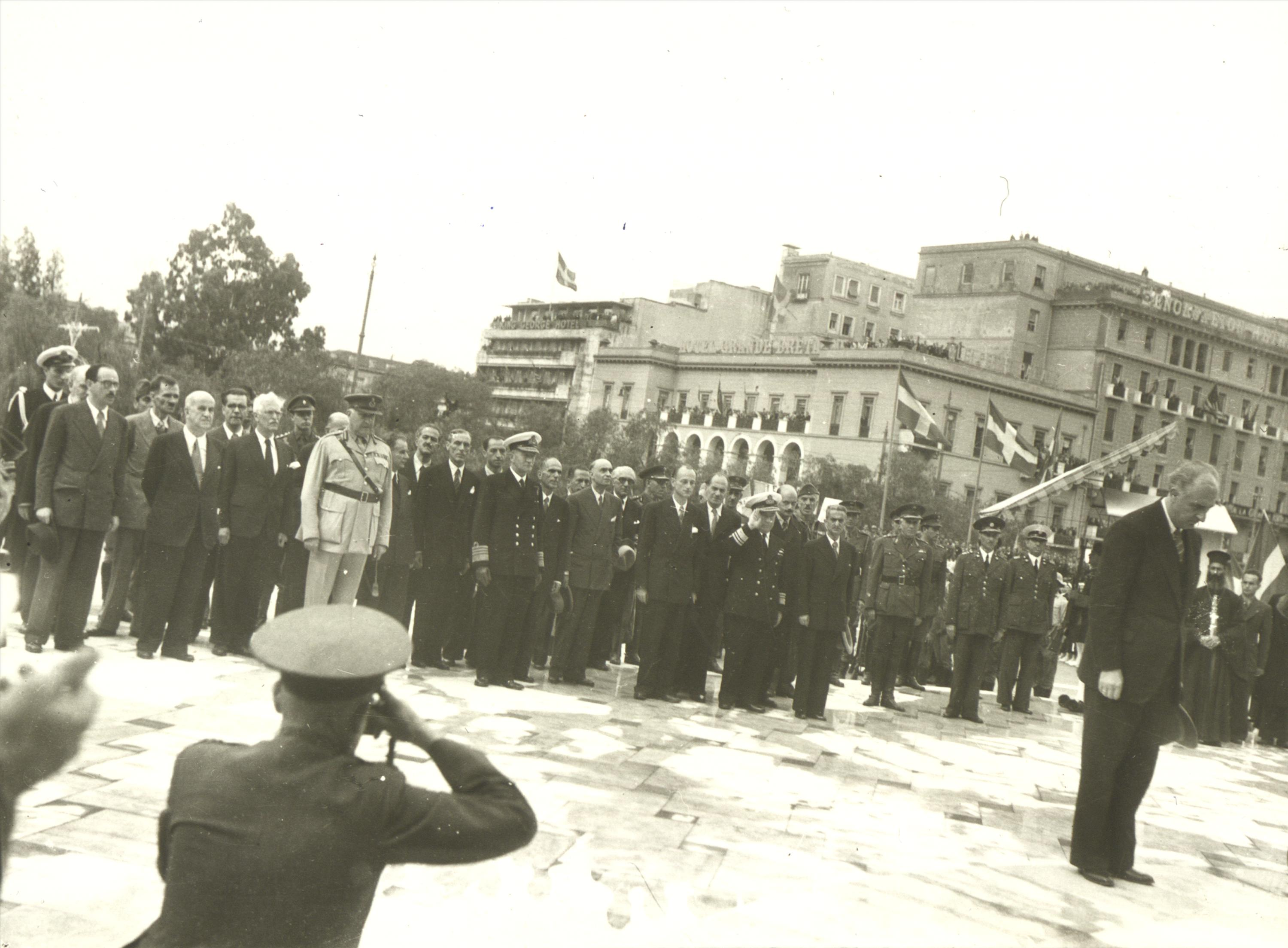
Папандреу возлагает венок к памятнику неизвестному солдату на площади Синтагматос, после освобождения Афин, октябрь 1944 года

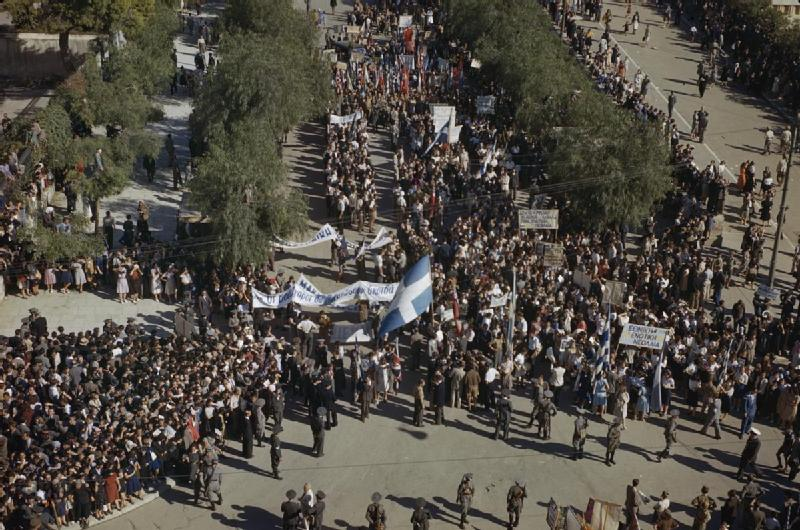
Площадь Синтагматос 18 октября 1944 года после Освобождения.

Немцы ушли из Афин 12 октября 1944 года. Следуя букве Казертского соглашения, регулярные части ЭЛАС не вступили в Афины.
Но ещё в годы оккупации в городе действовали легковооружённые отряды, объединённые в 1-й корпус ЭЛАС:742, взявшие город под свой контроль и с боями спасшие множество городских объектов, включая электростанции, от их разрушения уходящими немцами.
В 9 утра городские отряды ЭЛАС вступили в центр города и сняли оставшуюся гитлеровскую символику с Афинского Акрополя.
Первые английские парашютисты прибыли 14 октября на аэродром в Татой, якобы для раздачи продовольствия. Их встретили партизаны ЭЛАС, занявшие аэродром 12 октября.
13 октября Би-би-си совершило «ошибку», сообщив, что Афины были освобождены силами ЭЛАС. Это вызвало недовольство Черчилля, который готовился к столкновению с ЭЛАС, и ещё находящегося вне Греции премьер-министра Георгиоса Папандреу, потребовавшего от Форин-офиса исправить ошибку. «Ошибку» исправил английский главнокомандующий Уилсон, Генри Мейтленд, доложивший Черчиллю, что Афины были освобождены с 13 на 14 октября британскими частями и Священным отрядом.
Сегодня освобождение города отмечается 12 октября, когда он фактически и был освобождён частями ЭЛАС, а не согласно фантазиям британского генерала:747.
Правительство Георгиоса Папандреу и английская «военно-политическая сеть» прибыли в Афины 18 октября, встреченные почётным караулом сил ЭЛАС.
Поведение англичан по отношению к бывшим коллаборационистам стало «раздражать» греков. Даже через месяц ни один сотрудник оккупантов не был осуждён, и многие вели себя вызывающе.
Решение англичан выплатить задержанное жалованье составу учреждённых немцами батальонов безопасности вызвало возмущение бойцов ЭЛАС:747.
Генелал Трасивулос Цакалотос, командир 3-й Горной, писал: «они нужны как противники ЭАМ»:742.
Коллаборационисты со всей Греции начали собираться в Афинах под защиту англичан:743.
В отличие от массовых актов возмездия во Франции и Италии против сотрудников оккупантов, которые через несколько часов после Освобождения превратились в «кровавую баню» с 9000 и 12 000-20 000 убитых соответственно, в Афинах ЭЛАС дал приказ не допустить актов насилия и самосуда.
Мирные намерения ЭЛАС подтверждаются британскими источниками и источниками, близкими к эмиграционному правительству.
23 октября Папандреу реформировал своё временное правительство. Министры от ЭАМ получили 7 второстепенных портфелей из общего числа 24:744.
Черчилль писал британскому послу в Афинах: «1. Поскольку вам известна высокая цена, которую мы оплатили, чтобы получить от России свободу действий в Греции, мы не должны колебаться перед использованием британских войск для поддержки греческого королевского правительства Папандреу…
3. Вскоре прибудет Греческая бригада, которая, надеюсь, при необходимости, не раздумывая, откроет огонь. Нам нужно 8-10 тысяч пехоты дополнительно, чтобы удержать столицу и Салоники. В дальнейшем мы рассмотрим вопрос, как расширить зону контроля правительства. Я ожидаю в любом случае столкновения с ЭАМ, и мы не должны избежать его, подготовив хорошо почву»:745.
С другой стороны, было очевидно, что коммунисты не собирались брать власть. Они не сделали этого ни 12, ни 15 октября. Старый и опытный политик Кафандарис узрел неспособность и нежелание лидеров коммунистов брать власть и успокаивал своих друзей: «Успокойтесь. Ничего странного не происходит. Народ выражает свою признательность своим освободителям. К счастью для нас, его <народа> вожди настолько наивны, что они вновь предложат нам власть, и вновь отправятся в тюрьмы и на пустынные острова, где им комфортнее»:746.
Англичанин Крис Вудхауз писал, что если бы ЭАМ хотел бы взять власть в период с ухода немцев до прибытия англичан, ничто бы не могло бы ему помешать, что является доказательством искренности ЭАМ:746.
Современный историк Ф. Илиу с сарказмом пишет: «Иметь возможность взять власть, но не взять её, это своего рода новаторство. Наша компартия претворила это новаторство в 1944 году»:20.

## Демонстрации
15 октября 1944 года так называемые «националистические» организации провели в районе центральной площади Омония свою демонстрацию, которая была разогнана сторонниками ЭАМ.
Когда сторонники ЭАМ организовали свою демонстрацию, она была расстреляна членами ультраправых организаций, расположившимися в гостиницах центра города. Результатом расстрела было несколько десятков человек убитыми и раненными.
Несмотря на это, реакция ЭАМ ограничилась протестами, без актов возмездия.

## Начало кризиса

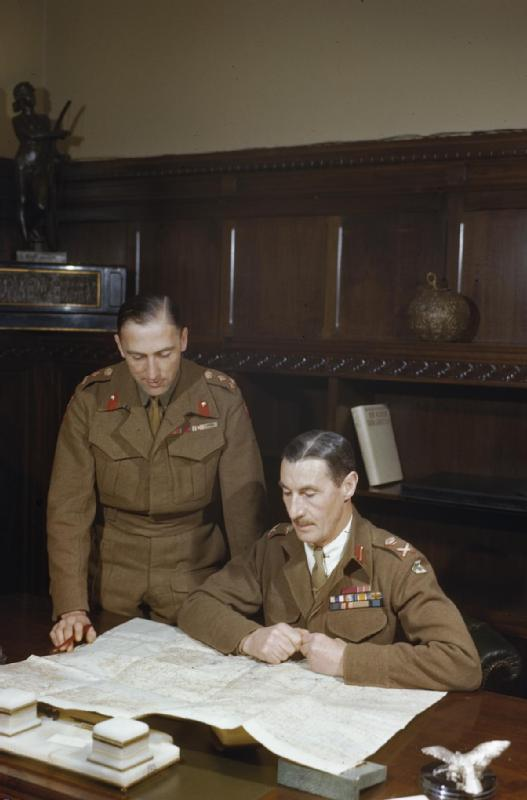
Генерал Скоби в Афинах.

5 ноября Папандреу объявил, согласовав это с генералом Скоби, что поскольку вся территория Греции освобождена, ЭЛАС и ЭДЕС будут демобилизованы до 10 декабря:748.
Последовали длительные переговоры между правительством и ЭАМ.
27 ноября Папандреу объявил, что он согласовал вопрос с министрами представлявшими ЭАМ в правительстве.
Но ультиматум правительства от 1 декабря, требующий всеобщего разоружения, но исключающий из разоружения 3-ю Греческую бригаду и Священный отряд, вызвал несогласие и протест со стороны ЭАМ.
Папандреу аргументировал своё решение тем, что это были единственные регулярные части греческой армии, воевавшие до того в Северной Африке и Италии.
3-я Горная бригада отличилась в сражении при Римини, но часть историков[кто?] осторожно предполагает, что это лично Черчилль позаботился о том, чтобы Горная бригада вернулась в Грецию после войны с лаврами.
Официально целью британского правительства было «создание национальной армии силой в 40 000 человек, способной принять обеспечение внутренней безопасности, с тем, чтобы дать возможность скорейшему освобождению британских сил из Греции и отправке их в другие регионы операций»
Г. Папандреу назначил генерала Александроса Отонеоса главнокомандующим всех вооружённых сил в Греции.
Однако при этом вне командования Отонеоса оставались не только британские части генерала Скоби (Ronald Scobie, 1893—1969), но и сформированные на Ближнем Востоке и переданные под командование Скоби 3-я Греческая горная бригада и Священный отряд, но и жандармерия и полиция:748.
Поскольку ЭЛАС и ЭДЕС подлежали расформированию, «генерал Отонеос стал бы главнокомандующим без армии»:749.
Отонеос имел признание всех политических сторон в Греции,3 и когда он предложил начальником генерального штаба Сарафиса, Папандреу, «осознавая, как он мал перед генералом», согласился.
Одновременно Отонеос представил свои предпосылки, при которых он мог принять командование:749:
- Абсолютная власть над греческими вооружёнными силами, согласно греческого законодательства.
- Генерал Скоби будет иметь под своим командованием только британские силы, находящиеся на греческой территории.

Папандреу, «не в силах отказать Отонеосу лицом к лицу», пригласил Скоби:755.
Англичанин начал давать приказы Отонеосу, который прервал Скоби, заявив что не признаёт за ним право решать вопросы формирования греческой армии. Одновременно Отонеос заявил Папандреу, что если тот не согласен с мнением командующего, пусть немедленно заменит его.
Скоби, «ведя себя как правитель британской колонии», 16 ноября 1944 года объявил Афины «запретной зоной» для партизан ЭЛАС:756:
События стремительно шли к декабрьским боям между Народно-освободительной армией Греции, с одной стороны, и британской армией, греческими частями, созданными эмигрантским правительством, полицией, жандармерией и бывшими коллаборационистами, с другой стороны.
686 коллаборационистов, которых народная милиция передала правительству Папандреу, «бежали» из тюрьмы Сингру. С «неслыханным лицемерием» британский посол писал Идену, что коллаборационисты были освобождены силами ЭЛАС:749.

## Силы ЭЛАС
Незадолго до освобождения, к концу сентября 1944 года, регулярные и резервные части ЭЛАС, Греческий народно-освободительный флот, Организация охраны народной борьбы и другие отряды, подконтрольные Генштабу ЭЛАС насчитывали более 150 тысяч человек. Из них 50 тысяч опытных и хорошо вооружённых бойцов были в составе регулярного ЭЛАС:756.
Кроме этого, ЭЛАС мог мобилизовать в течение 1-3 месяцев до 100 тысяч добровольцев, не имея однако возможности решить вопрос их вооружения:757.
Накануне освобождения регулярный ЭЛАС располагал 10 дивизиями и 1 кавалерийской бригадой.
Перед столкновением с англичанами численный состав дивизий был увеличен. Так, VI дивизия за короткий промежуток времени достигла численности в 6 тысяч человек.
Кроме континентальной Греции, ЭЛАС располагал и отрядами на самых маленьких островах, и большими соединениями на островах Лесбос, Самос и Крит.
Городские отряды Афин и Пирея, которым предстояло принять на себя всю тяжесть столконовения с британской армией и её союзниками, образовывали 1-й корпус ЭЛАС, под командованием генерала Э. Мандакаса. Силы этого резервного корпуса достигали 22 тысяч человек, но удовлетворительно вооружёнными были только 6-8 тысяч. Корпус не располагал тяжёлым оружием:758.
На совещании командиров соединений ЭЛАС в Ламии 17 ноября было предложено, что вместо того, чтобы принимать меры предосторожности против внезапной атаки англичан, следовалο призвать добровольцев и увеличить численый состав частей. Предлагалось, что ЭЛАС должен выступить первым, нейтрализуя британские части, имевшиеся в стране на тот момент. Одновременно следовало разоружить ЭДЕС и другие вооружённые формирования, находившиеся под защитой англичан:762.
Арис Велухиотис приступил к организации выступления и торопился опередить политбюро КПГ, предвидя его решение:763.
В Афины был отправлен командующий группой дивизий Македонии, Маркос Вафиадис, который изложил мнение военачальников на заседании политбюро 20 ноября. Члены политбюро отклонили решение военачальников, показывая Вафиадису на «море народа», во время митинга 600 тысяч человек в центре города, и говоря при этом, что если англичане хотят связаться с этим народом, то пусть попробуют:764.
Многие сегодняшние источники пишут, что ЭАМ недооценил с самого начала вероятность британской интервенции.

## Политический кризис
26 ноября Скоби, на основании письма Папандреу, потребовал демобилизации ЭЛАС и ЭДЕС:765.
Командующий ЭЛАС, генерал Стефанос Сарафис, ответил, что согласно положениям Ливанского и Казертского соглашений ЭЛАС являлся национальной армией, и как таковая мог быть демобилизована только правительственным указам, согласно греческому законодательству.
Генерал Птолемеос Сарияннис, ставший замом военного министра, предложил организацию первой регулярной дивизии, состоящей из одной бригады ЭЛАС и одной ЭДЕС. Дивизия эта будет демобилизована после создания регулярной армии.
Папандреу принял предложение, но 28 ноября объявил, что якобы с согласия всех министров остаются по бригаде ЭЛАС и ЭДЕС, и Горная бригада и Священный отряд без изменений.
Герозисис пишет, что военачальники Велухиотис и Макридис были правы в своих оценках неизбежности столкновения, поскольку у англичан и их союзников не было другого решения:766.

## К столкновению
Руководство ЭАМ выставило условием соглашения разоружение 3-й Горной бригады и Священного отряда.
В знак своего несогласия с принятым решением министры, принадлежащие ЭАМ, подали в отставку 2 декабря 1944 года:767.
Одновременно силы генерала Скоби в Афинах заняли боевые позиции. Эти силы состояли из 8 тысяч британских солдат, частей 3-й Горной бригады, жандармерии и полиции ультраправой «X», бывших «батальонов безопасности» коллаборационистов и большого числа офицеров:767.
30 ноября решением, которое «не имело никакого смысла», был воссоздан центральный комитет ЭЛАС, членами которого стали генсек КПГ Йоргис Сиантос и генералы Хадзимихалис и Мандакас. Однако, как отмечает Герозисис, центральный комитет на располагал штабом:768.
Создание этого комитета внесло сумятицу, поскольку с 1 декабря начали поступать приказы от ЦК ЭАМ, от политбюро КПГ и, естественно, от Генерального штаба ЭЛАС. Далее ЭАМ подчинило Генеральный штаб ЭЛАС новоиспечённому ЦК ЭЛАС и отняло у него ответственность за операции в районе Афин-Пелопоннеса.
То есть, 4 человека, без штаба, приняли на себя ответственность за «сражение за Афины».
Герозисис пишет, что благодаря этим организационным решениям «сражение за Афины» было проиграно ещё не начавшись:768.
Однако иллюзии о «народном море» продолжались.
2 декабря ЭАМ запросило разрешение на проведение митинга протеста 3 декабря 1944 года на площади Синтагматос.
В тот же день (2 декабря) руководство ЭАМ объявило о всеобщей забастовке, назначенной на 4 декабря.
В начале Папандреу дал своё согласие на проведение митинга, однако после вмешательства Скоби и английского посла запретил его.
Герозисис пишет, что в этот момент руководство ЭАМ и компартии попали в западню англичан.
Вместо того, чтобы отложить митинг на несколько дней, пока к Афинам не подойтут несколько соединений ЭЛАС, они настаивали на проведении митинга 3 декабря. Он же <Герозисис> пишет, что это доказывает отсутствие намерения ЭАМ брать власть, и что последовавшее столкновение не имело смысла, поскольку единственное, чего добивались ЭАМ и компартия, — создание «честного правительства национального единства»:769.

## Кровавое воскресенье
В воскресенье 3 декабря, игнорируя правительственный запрет, сотни тысяч афинян мирно заполнили площадь Синтагматос. Афинянам это было не впервой. И при немецкой оккупации афиняне не прекращали свои демонстрации и митинги.
Демонстранты скандировали лозунги «нет новой оккупации», «коллаборационистов к суду», но и «да здравствуют союзники, русские, американцы, англичане»:769.
Совершенно неожиданно полицейские, расположенные в окружающих зданиях, начали без разбора стрелять в массу людей. Но и после первых убитых и раненных демонстранты не разбегались, скандируя «убийца Папандреу» и «английский фашизм не пройдёт».
Весть о начавшемся расстреле мобилизовала людей из рабочих кварталов Афин и Пирея, и ещё 200 тысяч человек подошли к центру города.
Давление этой «сумасшедшей массы» демонстрантов привело в панику полицейских, и резня была остановлена.
Подошедшие английские танки взяли их под защиту своих орудий.
В результате расстрела 33 человек были убиты и более 140 ранены.
Хотя некоторые дружественные правительству историки, такие, как англичанин Крис Вудхауз (Montague Woodhouse, 5th Baron Terrington), утверждали, что было не ясно, кто первым открыл огонь — полиция, англичане или демонстранты, — этот вопрос сегодня абсолютно прояснён.
14-ю годами позже начальник полиции Афин Ангелос Эверт признался в своём интервью газете «Акрополис», что он лично приказал разогнать силой демонстрантов, согласно полученным приказам.
Также Никос Фармакис, который принадлежал ультраправой организации «Χ» и принял участие в расстреле демонстрации, свидетельствует о том, что сигнал начала расстрела дал Эверт, размахивая платком из окна Полицейского управления.
Ф. Толя, исследовательница из университета Пантеон, приводит свидетельство Элени Арвелер, ставшей в будущем известной византинисткой и первой-женщиной ректором университета Сорбонна: «Я стояла перед гостиницей Grand Bretagne, напротив здания парламента. Вижу на крыше парламента полицейских, стреляющих по демонстрантам. Хватаю за руку стоявшего рядом со мной английского офицера и говорю ему на моём слабом английском языке: „Видите тех на крыше? Это те же люди, что стреляли в нас при немцах“. Англичанин ответил: „Yes, I know“. Я никогда не забуду его ответ»:158.

## 4 декабря
На следующий день, 4 декабря, была осуществлена назначенная с 2 декабря всеобщая забастовка, и были проведены похороны жертв митинга предыдущего дня.
Похороны (церковная служба) состоялись в соборном храме Афин, после чего похоронная процессия направилась к площади Синтагматос.
В голове процессии выделялся транспарант, который держали три молодые женщины, одетые в чёрное. На транспаранте было написано: «Когда народ находится перед угрозой тирании, он выбирает или цепи, или оружие».
Похоронная процессия была также расстреляна, в основном членами ультраправой Χ и бывшими сотрудниками оккупантов, проживавшими в гостиницах площади Омония. Около 100 человек было убито и ранено.
Разъярённая толпа, которая теперь сопровождалась легковооружёнными группами ЭЛАС, осадила гостиницу «Митрополис» на площади Омония, намереваясь сжечь её.
Но в тот момент, когда сопротивление коллаборационистов было сломлено, и они были готовы сдаться, появились английские танки, которые вывезли их в район Тисио:7709.

## Силы противников

### Британские силы и их союзники
В Афинах и Пирее британские силы состояли из неполной бронетанковой бригады (23-я бронетанковая бригада) с 35-ю танками Sherman, частей парашютистов и двух пехотных батальонов, переброшенных по воздуху в начале событий, в общей сложности 5000 человек. Англичане также имели большое число вспомогательных частей, персонал которых насчитывал около 10000 человек.
В общей сложности в боях первых дней приняли участие 4-я дивизия (10-я, 12-я, 23-я пехотные бригады), 2-я бригада парашютистов, 23-я бронетанковая, 139-я пехотная бригада, 5-я индийская бригада и др.
Основные силы британских подкреплений первой волны — три пехотные дивизии (4-я индийская, 4-я и 46-я британские) — прибыли в середине декабря.
Эта британской экспедиция против городских частей греческих партизан в два раза превышала по количеству британский корпус в Греции в 1941 году, которому официально была поставлена задача задержать силы вермахта.
Так называемые правительственные силы включали в себя 3-ю Горную дивизию в 2800 человек, части жандармерии, городской полиции, членов ультраправой организации Х, насчитывавшей от 2500 до 3000 вооружённых человек, членов других маленьких организаций. Однако наибольшее количество, около 12000 человек, были из «батальонов безопасности», сотрудничавших до того с нацистскими оккупантами.

### Силы ЭЛАС Афин
1-й городской корпус ЭЛАС по бумагам насчитывал около 20000 женщин и мужчин, но располагал оружием только для 6000 человек с минимальным запасом боеприпасов.
Англичане оценивали силы ЭЛАС в городе в 6300 плохо вооружённых бойцов. Единственный механизированный отряд использовал автомобили пожарной службы:128.
Однако корпус располагал людскими резервами. Так, например, полк восточных кварталов города официально насчитывал 1300 бойцов, но после потери 800 бойцов, в последний день Декабрьских событий, насчитывал уже 1800 бойцов:14.
Части Средней Греции, II и ΧΙΙΙ дивизии, насчитывали около 5.000 вооружённых человек и находились вблизи Афин (2-й полк был разоружен до начала столкновений). В ходе боёв в Афины прибыли части из Пелопоннеса, Средней Греции и Фессалии, кавалерийская бригада и 54-й полк, в общей сложности от 6.000 до 7.000 вооружённых бойцов. Но задачей этих частей, в основном, было предотвращение британской высадки на побережье Аттики и Беотии, чтобы избежать окружения Афин:129.
В общей сложности силы ЭЛАС в Афинах состояли из 1-го корпуса, ΙΙ дивизии, 52-го пехотного полка, VIII бригады, Национальной милиции и т. д.

## Вооружённые столкновения

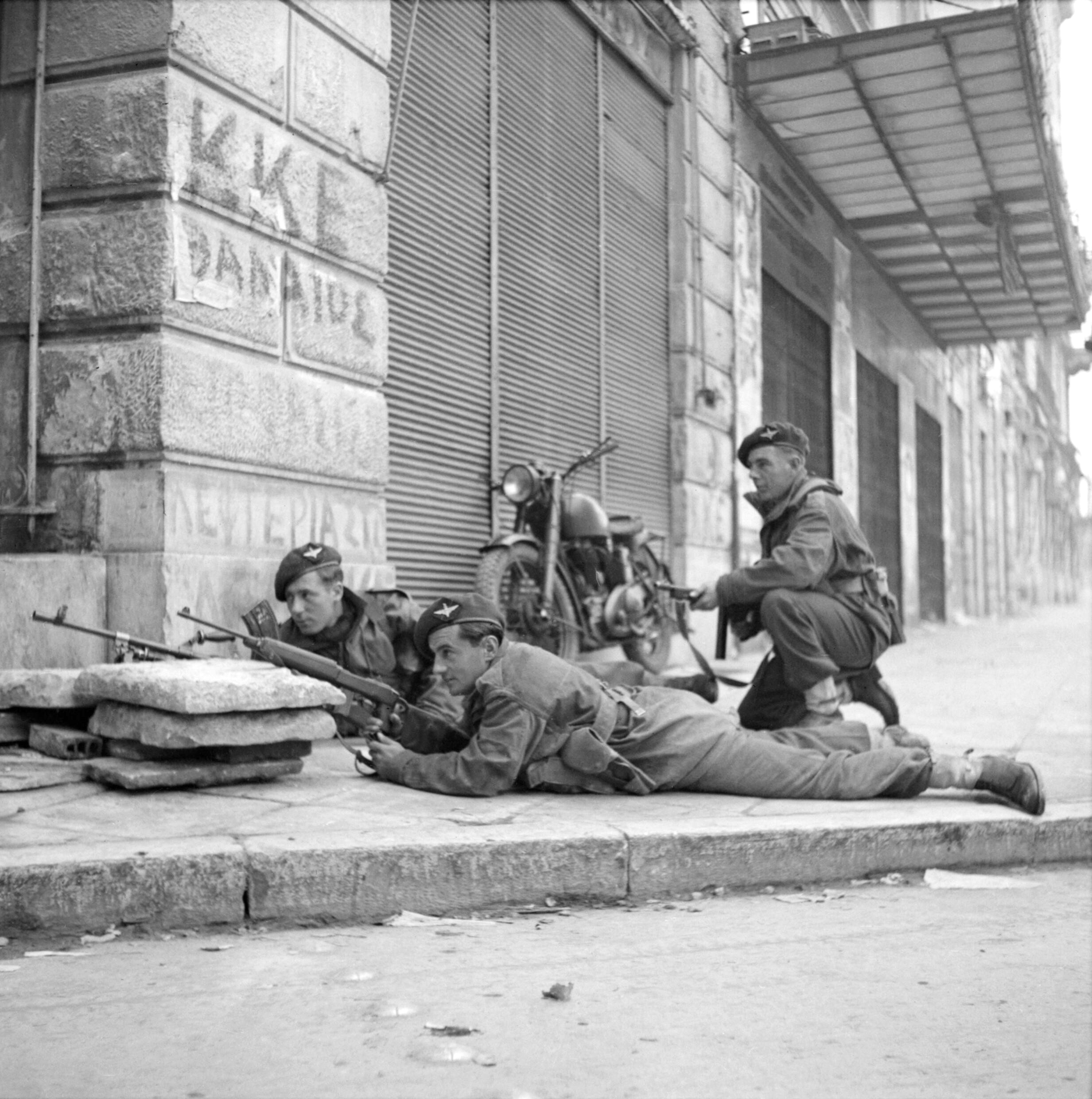
Британские солдаты в Афинах во время Декабрьских событий

В тот же день когда состоялся митинг (3 декабря) генерал Скоби приказал удалить силы ЭЛАС из Афин.
Черчилль, усиливший свою дипломатическую позицию англосоветским соглашением, подписанным в Москве 9 октября 1944 года, касательно послевоенного статуса Балкан, приказал подавить восстание и в своём приказе генералу Скоби дословно говорил: "не колеблясь, действуйте так, как будто вы находитесь в завоёванном городе где вспыхнул местный мятеж ".
В тот же момент, Черчилль давал указания британскому послу в Афинах Реджинальду Липеру (Sir Reginald Leeper), что он и Папандреу должны следовать указаниям Скоби во всех вопросах касающихся общественного порядка и безопасности.
В своих мемуарах Черчилль писал : «Нет смысла делать подобные вещи полумерами».
Действительные противники, англичане и городской ЭЛАС, отметили свои первые успехи.
Англичане и их союзники были вынуждены уйти из рабочих кварталов сохраняя только некоторые стратегические позиции, такие как казармы в Макрияни и Гуди и т. д.
Среди частей ЭЛАС, которым был дан приказ подойти к Афинам, самой ближней к городу был 2-й полк 2-й дивизии. Но полк не имел конкретной задачи и приказа ввязаться в бой с англичанами. Вследствие этого, при неожиданном окружении британскими танками в районе Психикон, полк сдался без боя и был разоружен в ночь с 3 на 4 декабря:771.
Нерешительность и отсутствие планов у ЦК ЭЛАС оставили с военной точки зрения неиспользованными 3, 4 и 5 декабря и присутствие этого полка могло иметь только ограниченные тактические результаты. Но его разоружение имело негативные последствия для морального состояния других партизанских частей.
На рассвете следующего дня, в районе Тисио произошёл первый бой между подразделением ЭЛАС и всеми располагаемыми силами ультраправой организации Χ, базировавшейся в этом районе.
Бой продолжился несколько часов и ЭЛАС подавил сопротивление противника, однако вмешались англичане со своими танками и вывезли лидера организации Χ, Георгиоса Гриваса, в контролируемый англичанами центр Афин.
В тот же день силы ЭЛАС захватили многие полицейские участки в Пирее и в районах по периметру центра Афин, как то в Кипсели, в Неос-Козмосе, в Амбелокипи, в Колонос, в Патисии и других местах.
Вечером того же дня силы ЭЛАС атаковали тюрьму расположенную в начале проспекта Вулиагмениса и заняли её.
В ночь с 4 на 5 декабря силы ЭЛАС попытались взять тюрьму Сингру.
Атака была прервана вмешательством британских танков.
Подобным образом завершилась и атака на тюрьму Хадзикостас.
5 декабря англичане атаковали ЭЛАС всеми располагаемыми силами.
5 декабря ЭЛАС занял Центральное управление охранки по улице Патисион и взял некоторое число пленных, однако большинство полицейских защищавших здание были вывезены на английских танках.
Одновременно, 4-й полк ЭЛАС занял Центральное управление жандармерии на Марсовом поле и взял в плен около 80 офицеров жандармерии.
Уже 6 декабря инициатива была в руках ЭЛАС и под контролем британских сил было несколько кварталов в центре города и ось проспект Сингру — Фалирон.
6 декабря ЭЛАС, после двухдневной осады, занял Управление специальной охранки по улице 3 сентября и сжёг здание, которое было логовом пыток и казней членов Сопротивления в годы оккупации[нейтральность?] .
На рассвете 6 декабря силы ЭЛАС предприняли атаку на полк жандармерии в квартале Макрияни.
После четырёхдневного жестокого боя, силы ЭЛАС были остановлены после вмешательства британских танков, и расположились вокруг казарм жандармерии.
Подобным был результат атаки сил ЭЛАС против казарм в Гуди, где располагалась 3-я Горная дивизия.
8 декабря генерал Скоби, убедившись что действительность намного серьёзнее и труднее, нежели он предполагал, отправил телеграмму командующему ЭЛАС, генералу Сарафису. Скоби писал, что не считает Сарафиса персонально ответственным за события и просил его сотрудничества. Но Сарафис, имея горький опыт Ливанского и Казертского соглашений и «узнав, хотя и поздно, какова цена английских подписей», не согласился сотрудничать, объясняя ещё раз причины кризиса. Из ответа Сарафиса следует, что Генштаб ЭЛАС был готов разрешить обстановку:776.
9 декабря ЭЛАС осуществил атаку на Военное училище эвэлпидов, где находились 23 офицера и 183 курсантов. Осада была прервана вмешательством англичан, которые перевели персонал училища в Королевский дворец.
Герозисис пишет, что ЦК ЭЛАС должен был воспользоваться той удивительной всенародной демонстрацией 3 и 4 декабря и атаковать всеми располагаемыми силами, при поддержке народа, центр Афин, чтобы снести правительство которое опиралось на слабые тогда силы Скоби. Вместо этого, ЭЛАС занялся разоружением полицейских участков и зачисткой центров ультраправых организаций и коллаборационистов в отдалённых точках Афин:771.
С другой стороны Скоби не знал, что из себя представлял ЭЛАС с военной точки зрения, поскольку ему противостоял только легко-вооружённый городской ЭЛАС. Скоби верил своим греческим советникам, которые, как генерал Вентирис, утверждали что «по свистку и по приказу, ЭЛАС будет разогнан без единой капли крови».
События вызвали правительственный кризис и премьер Георгиос Папандреу выразил в тот же вечер своё намерение подать в отставку.
Британская реакция была немедленной. Англичане потребовали от Папандреу, чтобы он оставался на своём посту.
Согласно информации из архивов Форин-офиса ставшей доступной в 1974 году, Черчилль в своём разговоре с британским послом в Афинах Реджинальдом Липером (Reginald Leeper) заявлял: «Вы должны обязать Папандреу, чтобы он оставался на посту премьера. Если он подаст в отставку, возьмите его под арест, пока не придёт в себя, когда завершатся бои. Он бы мог также хорошо, заболеть чтобы никто не мог подойти к нему.…»

## Действия Генштаба ЭЛАС
Герозисис пишет, что решение отнять руководство операциями в Афинах у Генштаба ЭЛАС было роковым.
В распоряжение ЦК ЭЛАС были переданы II, III, XIII дивизии кавалерийская бригада и батальон диверсантов Олимпа под командованием А. Врацаноса.
«Если бы эти силы находились в период 3-7 декабря недалеко от Афин, то город был бы взят».
Но эти части находились далеко и начали подходить с 10 декабря:772.
Между тем англичане стали перебрасывать в Грецию подкрепления оголяя фронт в Италии. Английских солдат информировали, что они отправляются в Грецию, поскольку «банды» ЭЛАС, совместно с немецкими войсками атакуют английскую армию:773.
Генеральный штаб ЭЛАС, после того как у него отняли руководство операциями в Афинах и располагая I и VIII дивизиями и группой дивизий Македонии (VI,IX, XI дивизии) взял на себя охрану северных границ, ликвидацию ЭДЕС в Эпире и ультраправой ПАО в Македонии, а также блокирование английских сил в Салониках и других плацдармах. Трудную задачу согласования действий между Генштабом ЭЛАС и ЦК ЭЛАС взял на себя старый генерал Хадзимихалис.
6 декабря когда «всё разыгрывалось в Афинах», Генштаб получил приказ ЦК ЭЛАС ликвидировать ЭДЕС в Эпире и банды коллаборационистов ПАО и Михалаги в Македонии. В Эпире были задействованы I,VIII,IX дивизии, в Македонии VI дивизия. Банды в Македонии были ликвидированы за несколько часов.
Но против ЭДЕС (7-9 тысяч вооружённых) операция началась с опозданием, 21 декабря. В операции были задействованы 18-20 тысяч партизан ЭЛАС. Генеральный штаб предполагал, что для разгрома ЭДЕС понадобятся 10-15 дней. Но несмотря на британскую поддержку, ЭДЕС выстоял только 3 дня и 29 декабря ни одного соединения ЭДЕС не осталось на территории Эпира:778.
Но тактическая победа над ЭДЕС была стратегическим поражением ЭЛАС. Герозисис пишет, что ЦК ЭЛАС и Политбюро компартии следовало оставить Зерваса в покое и свести с ним счёты после того как завершится сражение в Афинах так как это сделал Тито со своим Зервасом Михаиловичем.
После победы Генштаба в Эпире, ЦК ЭЛАС, признавая своё поражение, просило у Генштаба подкреплений «поскольку обстановка в Афинах становится критической».
Но в разгар зимы в горной Греции подкрепления не могли быстро дойти до Афин.

## Акрополь
Силы ЭЛАС контролировали Афинский Акрополь с самого начала столкновений. Заботясь о сохранности Священного для каждого грека холма, ЭЛАС согласовал с британским командование для Акрополя статус нейтральной зоны. Но как только силы ЭЛАС оставили Акрополь, англичане установили на холме артиллерийские батареи и безнаказанно расстреливали оттуда позиции ЭЛАС и город. Англичане продолжали эти обстрелы до конца боёв, в то время как ЭЛАС не смел ответить на огонь чтобы не нанести повреждения памятникам:774.

## Протесты в мире и Англии
Хотя Черчилль 5 декабря «нагло врал» в британском парламенте, что это «бой 3-4 дней, предназначенный упредить ужасную резню в центре Афин, где все формы правления были сметены и где существует угроза установления неприкрытого и торжествующего троцкизма»:783, на фоне боёв произошли «потрясающие политические события».
В самой Англии разразилась буря протеста против британской военной интервенции и снятия сил с итальянского фронта, в тот момент когда развивалось немецкое наступление в Арденнах и Черчилль лицемерно просил срочного советского наступления. Депутат британского парламента запрашивал Черчилля «кто дал ему право назначать гауляйтеров, как Гитлер, в союзной стране».
Рузвельт, забыв о том, что британские войска перебрасывались в Грецию на американских самолётах, риторически спрашивал перед американской общественностью: « Как англичане посмели сделать это ! До чего они могут дойти, чтобы сохранить своё прошлое! Я бы нисколько не удивился, если бы Уинстон (Черчилль) просто заявил бы, что он поддерживает греческих монархистов ! Это подобает его характеру. Но убивать партизан !,используя для этого дела британских солдат …».
Однако следует отметить, что американские офицеры, находившиеся в Греции, сохраняли нейтралитет, не скрывая свои симпатии к ЭЛАС:775.
Но Черчилль оставался непреклонным
8 декабря он телеграфировал генералу Скоби: «наша ясная объективная цель — поражение ЭАМ».
Маршалу Александеру Черчилль приказал послать дополнительные силы и отправиться самому в Афины.
Британскому послу Липеру Черчилль телеграфировал «никакого мира до победы»:776.
9 декабря Черчилль приказал отправку новых подкреплений в Грецию.
На следующий день англичане начали операцию по повторному занятию Пирея.
В операции по занятию холма Кастелла была использована 5-я индийская дивизия, которая при огневой поддержке кораблей британского флота безуспешно 4 дня пыталась сломить сопротивление немногочисленных защитников холма.
В конечном итоге в бой были брошены батальоны гуркхов, которые после тяжёлого боя и больших потерь, сумели занять Кастеллу 14 декабря. Все 30 защитников холма погибли до последнего:140.

## Александер в Афинах
11 декабря в Афины прибыл маршал Александер и Гарольд Макмиллан. Обстановка для премьера Папандреу была тяжелейшая.
Оценив обстановку Александер потребовал срочной переброски ещё одной дивизии с итальянского фронта
В этот день было принято решение открытого использования «батальонов безопасности» коллаборационистов вместе с британскими войсками.
Много позже, заместитель военного министра, Леонидас Спаис, писал: "Это было решение англичан и моё. Я не оправдываю свои действия, но другого выхода не было. Наши военные силы были исчерпаны. В нашем распоряжении было 27 тысяч человек «батальонов безопасности». Мы использовали 12 тысяч, наименее скомпрометированных:219.
В последующие дни были доставлены ещё 6 тысяч британских солдат. 16 декабря новые британские подкрепления высадились в Фалироне.
Обеспечив контроль над проспектом Сингру, который давал им возможность переправлять войска из Фалирона в центр Афин, англичане заняли 18 декабря господствующий в центре города холм Ликавит, откуда держали под огнём своих орудий центральные улицы Афин.
В ночь с 17-го на 18 декабря силы ЭЛАС осуществили успешную операцию, заняв гостиницы северного района Кифисьи «Сесил», «Аперги» и «Пентеликон», в которых находился персонал RAF (Королевские военно-воздушные силы Великобритании).
Было взято в плен в общей сложности 50 офицеров и 500 рядовых RAF.
Все эти дни боёв британская авиация бомбила рабочие кварталы и позиции ЭЛАС в столице и пригородах, причиняя многочисленные жертвы гражданскому населению.
20 декабря ЦК ЭАМ вручил протест председателю Международного Красного Креста И. де Ренье, касательно английских бомбёжек против гражданского населения, «жертвы которого на сегодняшний день превышают 2500 человек»:227.
Александер, изучив обстановку, предложил Черчиллю отправку дополнительных сил, чтобы удержать обстановку в Афинах и начать политические переговоры:776.
С 20 декабря соотношение сил стало склоняться в пользу англичан. Контрнаступление ЭЛАС 15 и 16 декабря не имело успеха, поскольку ожидаемые с севера подкрепления ещё не успели подойти.
20 декабря в Афинах и регионе находились 40 тысяч британских солдат. Генерал Скоби был отстранён от командования операциями. Герозисис комментирует, что «человек умел воевать против босоногих индийских племенных вождей, но не против национальной партизанской армии».
22 декабря, только что прибывшая 5-я индийская бригада была немедленно высажена в районе Драпецона, но была сразу же блокирована на побережье отрядами ЭЛАС:229.
Через несколько недель число британских солдат в Афинах достигло 100 тысяч.

## Рапорт Александера
21 декабря маршал Александер писал Черчиллю, что нет военного решения вопроса, а только политическое, потому что: «если предположить, что ЭЛАС продолжит борьбу, то думаю что мы можем очистить регион Афины — Пирей и удерживать его, но так мы не можем победить ЭЛАС и вынудить к капитуляции.
Немцы во время оккупации держали в континентальной Греции до 7 дивизий и ещё 4 на островах…
Но и так они не могли держать открытыми линии коммуникаций и я не уверен, что мы встретим менее сильное сопротивление и меньше решительности, нежели встретили они.
Делаю замечания, чтобы прояснить обстановку и подчеркнуть, что греческий вопрос нельзя решить военными средствами. Решение будет найдено на политическом поле. … любая военная акция, после зачистки региона Афины — Пирей, превосходит возможности наших сегодняшних сил»:779.
Аналогично было письмо и Макмиллана:780.
Так премьер министр Великобритании, Черчилль, прибыл в Афины, в полдень 25 декабря, сопровождаемый министром иностранных дел Великобритании Иденом:780.
Между тем, 24 декабря, непонятно из каких соображений, британский флот попытался высадить десант на острове Лесбос. Но высадке 3 дня препятствовало местное, частично вооружённое, население и эскадра вернулась восвояси:230.

## Черчилль в Афинах

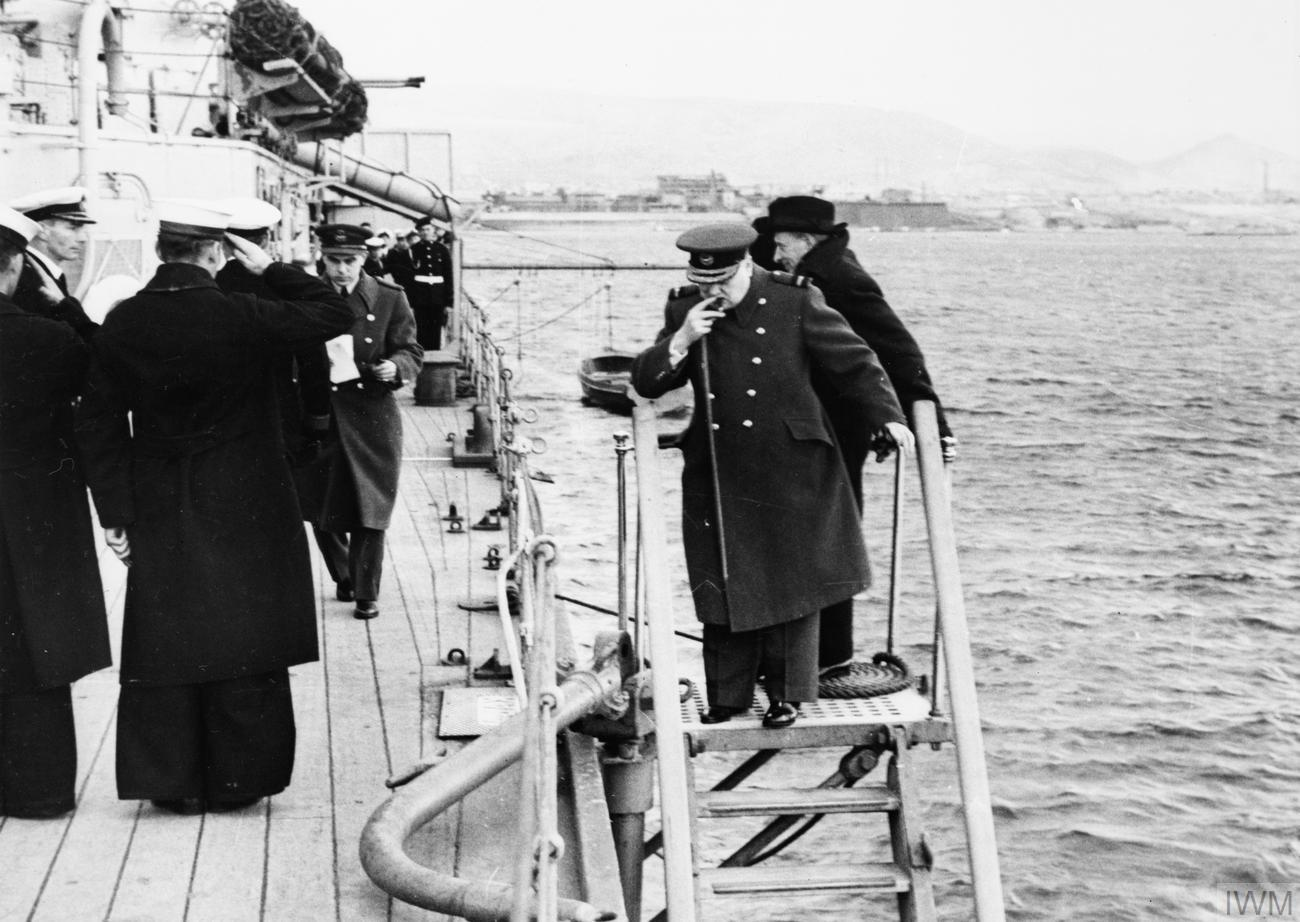
Черчилль оставляет борт эсминца HMS Ajax отправляясь на переговоры в Афины

В ночь с 24-го на 25 декабря диверсанты ЭЛАС заминировали гостиницу «Grande Bretagne», где расположились греческое правительство и британский штаб.
Была заложена 1 тонна взрывчатки в канализационный канал, который выходил на фундаменты гостиницы.
Однако взрыв был временно отложен, в связи с прибытием в Грецию Черчилля, что дало время англичанам обнаружить и нейтрализовать взрывчатку:230.
В первый день Черчилль пребывал в Фалироне, на броненосце HMS Ajax, на следующий день перебрался в гостиницу «Grande Bretagne», где принял участие в заседании под председательством архиепископа Дамаскина.
На заседании приняли участие Черчилль, Иден, Макмиллан, Липер, Папандреу, Темистоклис Софулис, Георгиос Кафандарис, Николаос Пластирас.
От ЭАМ участие приняли участие Йоргис Сиантос, Парцалидис и генерал Мандакас.
Присутствовали американский посол Линкольн Маквиф и представитель советской миссии, полковник Попов:780.
Черчилль выступил с речью и удалившись оставил греческих политиков одних, снимая таким образом фактор британской интервенции и ограничивая вопрос межгреческими отношениями.
Межгреческое совещание продолжилось 27 и 28 декабря, но было безрезультатным.
Кафандарис, который ни в коем случае не был другом ЭЛАС, обвинил Папандреу, именуя его «недостойным политиком, который из-за 2 тысяч преторианцев Горной бригады вверг страну в кровопролитие»:781.
Черчилль отбыл из Греции, «из этой проклятой страны», как он её охарактеризовал 28 декабря.
Ему удалось убедить Папандреу этого «премьер-министра крови» подать в отставку, что было диаметрально противоложно его настойчивости удержать Папандреу у власти в начале кризиса:782.
Ему удалось также убедить короля, находившегося вне страны, согласиться на регентство архиепископа Дамаскина, которого сам Черчилль в разных оказиях именовал «квислингом», «коммунистом» и обвинял его, что он ведёт себя как де Голль:781.
На пост премьер-министра был предложен Николаос Пластирас.

## Продолжение военных действий

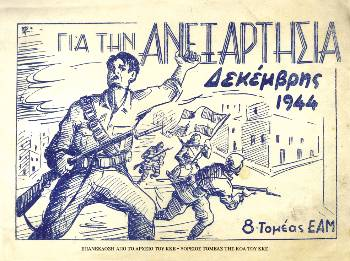
«За Независимость!». Обложка альбома, выпущенного 8-м сектором ЭАМ в Афинах в 1945 году и посвящённого Декабрьским событиям.

27 декабря находясь ещё в Афинах Черчилль приказал генеральное наступление всеми располагаемыми силами.
Были задействованы авиация, артиллерия флота, тяжёлая артиллерия и большое число танков. Тяжёлые бои, вплоть до рукопашных, продолжились до 5 января 1945 года.
20 бойцов студенческой роты Технического университета, которая была названа именем английского филэллина лорда Байрона, была окружена большими британскими силами и танками.
Продержавшись сутки эта группа студентов прорвалась в ночь на 2 января и соединилась со своей ротой:238.
4 января колонна примерно 100 британских танков прорвала линию обороны и двинулась по улице Ленорман. ЦК ЭЛАС приняло решение отходить:143.
Клин сил ЭЛАС доходил до центра города. Частям в центре города было приказано атаковать чтобы отвлечь англичан. Отход сил к подножию горы Парнис был произведен в порядке:240.
К этому моменту начали подходить первые подкрепления с севера (30-й и 36-й полк и батарея тяжёлых орудий), но было уже поздно для них принять участие в сражении в городе. «Сражение за Афины» продолжалось 33 дня.
Бои продолжились в районе города Ламия, где располагалась ставка Генерального штаба ЭЛАС.
8 января 1945 года на конференции политического и военного руководства ЭАМ в Ламии на Генеральный штаб ЭЛАС была вновь возложена ответственность за ведение операций на всей территории страны. Это было признание руководства компартии, ЭАМ, ЦК ЭЛАС и «политических генералов» в своей «трагической неудаче»:784.
На той же конференции военные руководители ЭЛАС, Велухиотис, Сарафис, Макридис были запрошены о возможности продолжения войны.
Макридис ответил фразой «два года и ручаюсь своей головой».
С перспективой продолжения войны Генштаб перебрался из Ламии в село Маврелион.
Генштаб был полон оптимизма, поскольку каждый раз, когда англичане пытались продвинуться на север, они наталкивались на регулярные части ЭЛАС и терпели поражения с тяжёлыми потерями (Фермопилы, Айос-Констандинос, Бралос):785.
Эти поражения подтверждали оценку маршала Александера, что обстановка будет непреодолимой для британских сил, когда ЭЛАС перегруппируется и приспособится к новым условиям.
Руководство ЭЛАС к этому времени уже имело информацию о предстоящей встрече глав США, Великобритании и СССР и осознавало, что Черчилль торопился разрешить греческий вопрос до этого события.
ЭЛАС контролировал на тот момент 80 % территории страны, имея огромные людские резервы и поддержку народа.
Если бы война продолжилась, англичанам было бы трудно объяснить своим союзникам, но и собственному народу, почему они оккупируют часть греческой территории и воюют против греческого Сопротивления, удаляя силы с Германского фронта:786.

## Потери
В самой приемлемой «таблице потерь» противоборствующих сторон в боях Афин, британские силы потеряли 210 человек убитыми, 55 пропавшими без вести и 1100 пленными.
«Правительственные силы» потеряли 3480 убитыми (889 жандармов и полицейских и 2540 армейских) и большое число пленных.
Потери ЭЛАС оцениваются в 2-3 тысячи убитых и 7-8 тысяч пленных, не включая в число последних граждан левых убеждений и сторонников ЭАМ арестованных англичанами.

## Пленные и заложники
В ходе Сражения за Афины англичане арестовали большое число сторонников ЭАМ и КПГ, по приблизительным оценкам около 10 тысяч человек. Англичане выслали их в концлагеря в Северную Африку, где уже находились 15 тысяч греческих солдат, сторонников ЭАМ, из расформированных в 1943 году частей греческой армии на Ближнем Востоке. Вместе с заключёнными в районе Афин, общее число заключённых сторонников ЭАМ достигало 40 тысяч человек.
С другой стороны, руководство ЭАМ совершило глупую ошибку и, выводя части из Афин, забрало с собой, в качестве заложников, неизвестное число монархистов и англофилов.
Макмиллан писал, что «это будет нашим результативным оружием»:791.

## Перемирие
8 января 1945 ЭАМ принял предложение о перемирии.
Англичане нуждались в передышке. Для продвижения на север они нуждались в новых силах. Их греческие союзники не имели серьёзного военного значения, за исключением 3-й Горной бригады и Священного отряда. Но эти две части понесли огромные потери.
События показали что ЭДЕС, «Х», «батальоны безопасности» без британской поддержки были бы сметены за несколько дней.
Греческая авиация располагала несколькими десятками самолётов, но часть её офицеров «подозревалась» в симпатиях к ЭАМ.
Что касалось греческого ВМФ, если бы он был использован против ЭЛАС, многие корабли могли перейти на его сторону:787.
Перемирие было подписано 11 января 1945 года. Протокол перемирия подписали генерал Скоби, как представитель британской армии, Дзимас от политического руководства ЭАМ и майор Афинагорас Афинеллис, как представитель Генштаба ЭЛАС. Подписи наглядно демонстрировали кто был противоборствующими сторонами конфликта.
Перемирие должно было вступить в силу 14 января.
С началом перемирия ЭЛАС передал англичанам 1100 британских военнопленных, среди которых было 4 полковника.
Англичане передали 700 бойцов ЭЛАС и некоторое число гражданского населения:789.

## Речь Черчилля
18/1/1945 британский премьер в своей речи в Палате общин говорил касательно положения в Греции и Декабрьских событий.
Сталин остался верным этому соглашению. В эти шесть недель боёв против ЭЛАС, ни «Известия», ни «Правда» не упомянули эти события. Но в двух причерноморских балканских странах он следовал противоположной политике. Но если бы я прижал его, он мог бы сказать: «Я не мешаю тому что вы делаете в Греции. Следовательно, по какой причине вы не даёте мне действовать свободно в Румынии?».

## Трактовка советского молчания

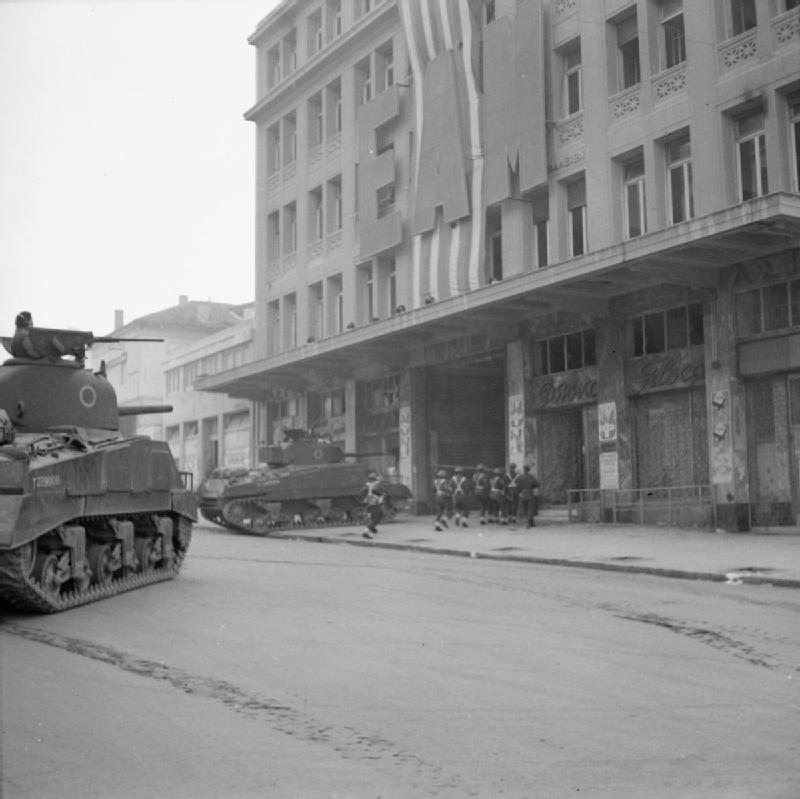
Британские танки и пехота врываются в здание афинского правления ЭАМ, по улице Кораи, в центре города.

Исследователь Василис Контис пишет, что пока существовала опасность сепаратного мира между США, Британией и побеждённой Германией, советские войска, вышедшие летом 1944 года на болгаро-греческую границу, не были намерены пересечь её.
Согласно другим греческим историкам, в преддверии Ялтинской конференции, советское правительство не желало огорчать англичан и ставить под удар свои интересы в других регионах.
Они же пишут, что после этих событий Сталин сохранял странное молчание и избегал осуждать англичан, но с другой стороны не создавал препятствий действиям ЭЛАС.
Касательно этого поведения Сталина, Черчилль отметил, что в то время как США осудили британское вмешательство в Грецию, Сталин оставался строго и добросовестно верен нашему октябрьскому соглашению и на протяжении многих недель борьбы против коммунистов на улицах Афин ни одного слова осуждения не было отмечено на страницах «Правды» и «Известий».
Другие историки, комментируя информацию, увидевшую свет в последние годы, считают что, до заключения перемирия, СССР предупредил руководство КПГ, через бывшего генерального секретаря Коммунистического интернационала Георгия Димитрова, что ему (руководству КПГ) не следует ожидать никакой помощи.
Болгарский историк И.Баев пишет, что Болгарская компартия мотивировала свой ответ опасностью международных осложнений и нехваткой оружия.

## Позиция временного правительства Франции
2 декабря, накануне декабрьских событий Шарль де Голль прибыл в Москву. В ходе переговоров со Сталиным, у де Голля создалось впечатление, что «советская сторона акцентировала внимание в первую очередь на польском вопросе», и, как пишет исследовательница французских архивов, Ирини Лагани, «убедился в том, что Греция передана в сферу британского влияния». Находясь ещё в Москве (5 декабря) де Голль «молниеносно» принял решение вылететь инкогнито в Афины и встретиться с Папандреу.
Он был обеспокоен полученной с места информацией от своих сотрудников о ожидаемой британской интервенции и назревающей гражданской войне:252.
Де Голль полагал, что ещё имелась возможность найти мирный компромисс между Папандреу и коммунистами. Лагани пишет, что если бы вмешательство де Голля удалось, то, вероятно, британские планы о контроле над Восточным Средиземноморьем были бы сорваны, что соответствовало видению де Голля о создании, под его эгидой, федерации западных государств, в которой Греция должна была занять достойное место:252.
Инициатива предполагала положительный ответ Папандреу, чего однако не произошло.
Аргументируя опасной обстановкой и заботой о его безопасности, греческий МИД отказал де Голлю в приезде.
В этой связи остаётся безответным вопрос о роли, которую де Голль предназначал французской эскадре, под командованием адмирала Филиппа Обоно (Philippe Auboyneau), которая подошла к Фалирону ещё когда де Голль находился в Москве. Лагани полагает, что целью было «усилить дух городских отрядов ЭЛАС, противостоявших британскому генералу Скоби»:253.
Характерна позиция и роль французской миссии в Афинах. Французские дипломаты с августа 1944 относились к правительству Папандреу критически, отвергали термин «эмиграционное» правительство, ставили под сомнение характеристику «национального единства» и отмечали британское вмешательство в поддержку Папандреу любой ценой:253.
Критика политики Черчилля усилилась по прибытия в Афины эллиниста, но и антикоммуниста, Белена (Jean Baelen), который пришёл к заключению, что «грекам не позволили править своей страной и решить свою собственную судьбу».
Он же писал о «преднамеренной интервенции» и призывал своё правительство вмешаться. С началом декабрьских событий, Белен стал именовать правительство Папандреу «англоправительственное»:255.
Французское посольство не нуждалось в информации из третьих рук, о том как начались события — здание посольства примыкает к площади Синтагматос. Демонстранты, дифференцируя своё отношение к союзникам, планировали 3 декабря, по пути к британскому посольству, остановиться у французского и отдать честь французскому флагу, но их колонна была расстреляна, не доходя 30-40 метров до французского посольства:256.
Эллинист Белен писал, что сражающийся греческий народ — «внуки Аристотеля», именовал Черчилля «тираном», гостиницу Британия «штабом британской оккупационной армии»:256.
Французская миссия отказалась от «покровительства» греческих властей, поскольку не только была уверена, что ей ничего не угрожает со стороны ЭЛАС, но и потому что не хотело отождествлять себя с ними и быть под их контролем:253.
Особые отношения французов с ЭАМ позволили им вызволить из плена 3-х сотрудников Папандреу.
Французская миссия отмечает, что её автомобили, с флагом Франции, беспрепятственно и под крики да здравствует Франция, передвигались по городу и пересекали зоны конфронтации, что было возможно только для автомобилей Красного креста.
Особой критике французы подвергли британские воздушные бомбёжки Афин, которых избегали совершать даже немцы.
Державшийся до 30 декабря и разрушенный самолётами RAF район Кесариани они именовали «маленьким Сталинградом»:257.
В тот же день миссия отметила заявления Милтиада Порфирогениса, члена руководства КПГ («мы умрём, но с оружием в руках») и убедились, что у городских отрядов ЭЛАС «не было иллюзий в исходе борьбы, но и в позиции СССР»:257.

## Варкизское соглашение
Хотя командование ЭЛАС было готово к длительной борьбе и сам генсек Сиантос заявлял
«будем воевать 40 лет», руководство компартии и ЭАМ, в который раз, показывая свою «добрую волю», согласилось удалить силы ЭЛАС из города Фессалоники, части Пелопоннеса и Средней Греции:788.
Руководство компартии учло письмо Георгия Димитрова, который, учитывая международную обстановку на Балканах и непосредственные интересы Болгарии и Югославии, советовал найти мирное решение.
Это письмо Димитрова было ответом на письмо Сиантоса, в котором последний просил помощь оружием и боеприпасами. Командующий ЭЛАС Сарафис, в дальнейшем писал, что это было несколько «странным», поскольку у ЭЛАС были боеприпасы, продовольствие и людские ресурсы для ведения войны длительный период.
Ещё более «странным» в ответе Димитрова был совет войти в контакт с английской рабочей партией и американскими профсоюзами
В руководстве ЭАМ и КПГ сочли, что ответ исходит от самого Сталина. Герозисис пишет, что в период когда в Афинах находился полковник Г. Попов, как глава советской миссии, Сталину не было необходимости использовать Димитрова для связи с КПГ.
Во всяком случае, через несколько лет, в 1950 году, на встрече с следующим генсеком КПГ, Н. Захариадисом, Сталин отметил, что «Варкизское соглашение было ошибкой, вы не должны были сдавать оружия, надо было сражаться вне Афин, товарищ Димитров не являлся ЦК Партии большевиков»:789.
Если с военной точки зрения обстановка и перспективы были предельно ясны, то в политическом аспекте в КПГ-ЭАМ продолжались конфуз, пораженчество, иллюзии и даже предательство.
После отсрочек и неофициальных встреч, на которых англичане выступали как «большие победители», и после начала Ялтинской конференции 8 февраля 1945 года, на следующий день, 9 февраля, состоялась Варкизская конференция в афинском пригороде Варкиза.
Несмотря на то что командование ЭЛАС, офицеры и рядовые, сторонники ЭАМ и члены партии были против, руководство ЭАМ подписало 12 февраля Варкизское соглашение, отдав Грецию на произвол англичан, коллаборационистов и монархистов, не дав никаких гарантий демократам и участникам Сопротивления:792.
Руководство ЭАМ и КПГ полагало, что оно подписало Соглашение.
В действительности это была капитуляция:
1) ЭЛАС должен был быть разоружен до 15 марта 1945 года.
2) подлежли амнистии все политические преступления (но было оставлено окошко фразой уголовные преступления).
3) ни одна из греческих частей находившихся под английским командованием не подлежала разоружению
4) в 1945 году должнен был состояться референдум и выборы.
Герозис пишет, что для того чтобы подписать подобное соглашение, не надο было разрушать Афины и оплакивать тысячи убитых греков. Достаточно было принять предложения генерала Скоби и Папандреу.
К тому же, с разоружением ЭЛАС, не было никаких гарантий в выполнении согласованных условий этого Соглашения:793.

## Историки о Декабрьских событиях
Для большой части современных историков[каких?] Декабрьские события — чистой воды империалистическое вмешательстве в дела союзного государства, поскольку в военное время, когда Гитлеровская Германия ещё не была разбита, Британия послала в Грецию почти 100.000 солдат, чтобы защитить свои геостратегические интересы.
Другая часть историков рассматривает события как вторую фазу гражданской войны (считая первой фазой межгреческие столкновения в годы оккупации), которые в дальнейшем привели к третьей фазе, широкомасштабной Гражданской войне 1946—1949 годов.
Сторонники первой концепции делают акцент на тот факт, что британские силы в 6 раз превышали число разношерстных соединений правительства Папандреу и при участии в боях британской авиации и флота речь в действительности идёт о иностранной интервенции. Они же считают, что в условиях доминирования ЭЛАС в стране, без британского вмешательства, военная конфронтация правых сил с ЭЛАС не имела никаких шансов на успех и практически исключалась:787[нужна атрибуция мнения].
Есть и третья концепция, сторонники которой, как например П. Родакис, соглашаются с тем, что Декабрьские события были навязаны англичанами, но с другой считают, что КПГ и ЭАМ ввязались в это столкновение, хотя могли избежать его, так, как это сделали все компартии Западной Европы:25.
Исход Декабрьских событий положил начало политической нестабильности в стране и кровавому террору против участников Сопротивления, продолжавшемуся до и после начала Гражданской войны в 1946 году.

## Макрияни
В последовавшие после Гражданской войны годы, официальная Греция отмечала юбилеи Декабрьских событий у здания жандармерии в квартале Макрияни, выстоявшего при поддержке британских танков в декабре 1944 года.
После прихода к власти правительства социалистов эти мероприятия были отменены правительственным указом в 1982 году.
Юбилей продолжали отмечать «Союз ветеранов жандармерии и полиции» и ультраправые организации.
Сегодня этот юбилей является составляющей антикоммунистического идеологического арсенала
неонацистской организации Хриси Авги и одним из основных в серии антикоммунистических мероприятий этой организации.

## Декабрьские события в искусстве
Тема декабря 1944 года занимает греческих писателей, поэтов, художников, и кинематографистов на протяжении последних 70 лет. Менелаос Лудемис написал книгу «Великий Декабрь», с подтитлом в заголовке "Джордж Ноэл Байрон, поэт, как хорошо что ты умер.
Мелпо Аксиоти написала книгу «Ответ на 5 вопросов», поэт Никифорос Вреттакос книгу «33 дня». Впоследствии Вреттакос написал также поэму «Вечный октябрь»:194.
Кипрский поэт Теодосиос Пиеридис написал поэму «Гимн Афинам декабря»,, где поэт писал «и те что оскорбили тебя, Афины, придут просить твоего великодушного прощения»:195.
Мимис Фотопулос, известный греческий актёр театра и кинематографа, был арестован и отправлен в Северную Африку, как сочувствующий коммунистам. Был в числе заключённых в британские концлагеря и написал книгу «Концлагерь Эль Даба».
Сразу после падения военной диктатуры в 1974 году известный кинорежиссёр Теодорос Ангелопулос снял фильм «Комедианты» или «Труппа» (Ο Θίασος), действие которого разворачивается на фоне событий предшествующих декабрю, самих Декабрьских событий и последующих им событий.
Отложенному взрыву гостиницы «Grand Bretagne» был посвящён фильм «Красный поезд» (1982).